# Kazimierz Borwicz

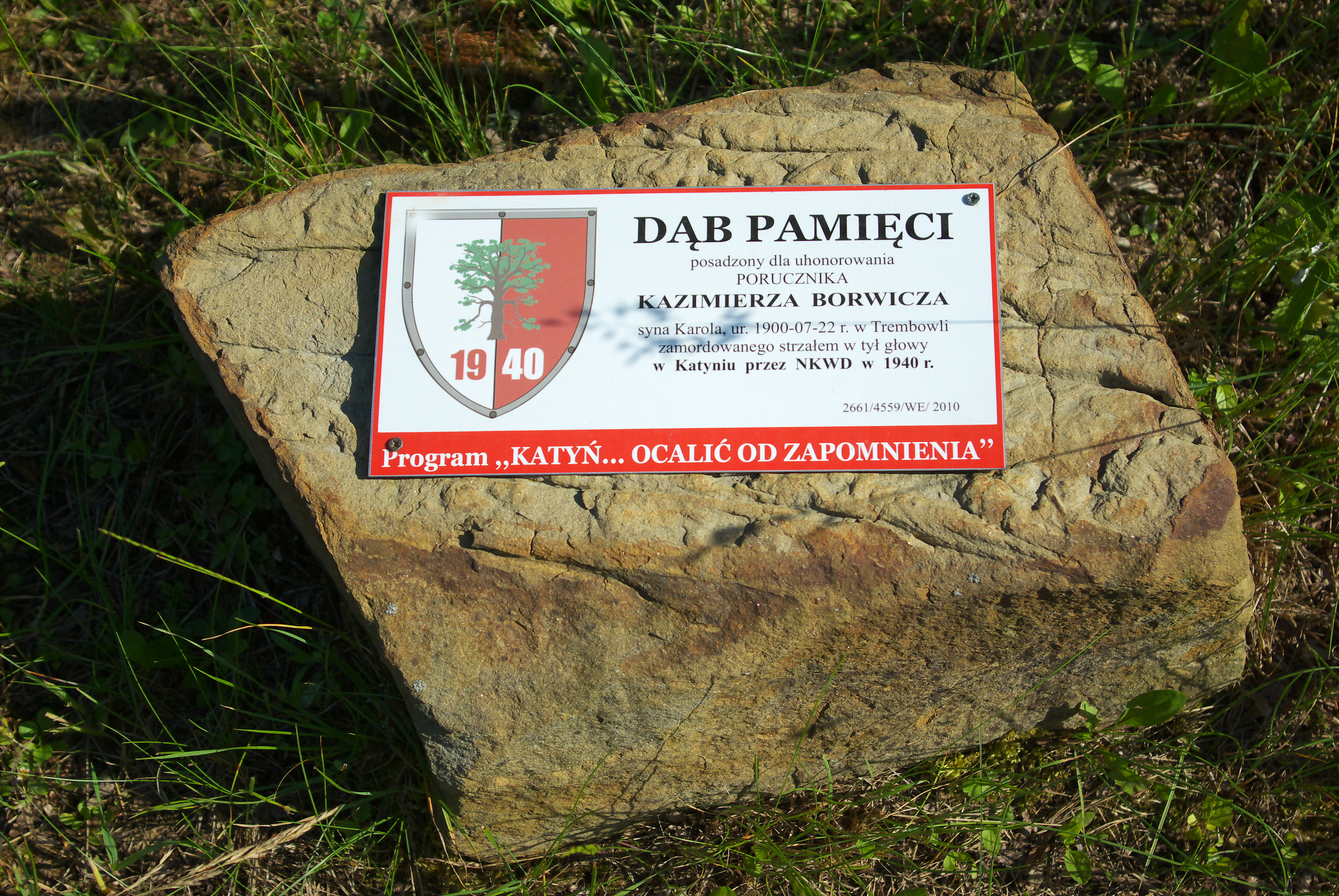
Dąb Pamięci w Falejówce

Kazimierz Borwicz (ur. 22 lipca 1900 w Trembowli, zm. wiosną 1940 w Katyniu) – podporucznik rezerwy taborów Wojska Polskiego, doktor praw, ofiara zbrodni katyńskiej.

## Życiorys
Urodził się w rodzinie Józefa i Elżbiety z Blamsteinów. Absolwent Wydziału Prawa i Nauk Politycznych Uniwersytetu Jana Kazimierza we Lwowie, gdzie uzyskał tytuł doktora praw. Powołany do armii austriackiej. Uczestnik I wojny światowej i wojny 1919–1921.
W okresie międzywojennym pracował w Urzędzie Wojewódzkim w Białymstoku.
W 1934 był podporucznikiem rezerwy ze starszeństwem z dniem 1 czerwca 1919 i 106 lokatą w korpusie oficerów taborów. Podlegał pod P.K.U. Sambor, przydzielony do kadry oficerów 10 dywizjonu taborów. 
W czasie kampanii wrześniowej 1939 przydzielony do 10 dywizjonu taborów. Po agresji ZSRR na Polskę w nieznanych okolicznościach dostał się do niewoli sowieckiej. Osadzono go w obozie jenieckim w Kozielsku. Między 15 a 17 kwietnia 1940 został przekazany do dyspozycji naczelnika smoleńskiego obwodu NKWD – lista wywózkowa 032/3 z 14 kwietnia 1940. Między 16 a 19 kwietnia 1940 zamordowany w Katyniu przez funkcjonariuszy Obwodowego Zarządu NKWD w Smoleńsku oraz pracowników NKWD przybyłych z Moskwy na mocy decyzji Biura Politycznego KC WKP(b) z 5 marca 1940. Ofiary tej zbrodni grzebano w bezimiennych mogiłach zbiorowych, gdzie od 28 lipca 2000 mieści się oficjalnie Polski Cmentarz Wojenny w Katyniu. W miejscu tym prowadzone były ekshumacje i prace archeologiczne. W 1943 jego ciało zostało zidentyfikowane w mundurze w toku ekshumacji nadzorowanych przez Niemców pod numerem 2898 (raport dzienny z 23 maja 1943) – dosł. określony jako Barwicz Kazimierz. Przy jego zwłokach odnaleziono: listy, pocztówki, fotografie oraz medalik. Figuruje na liście Komisji Technicznej PCK pod numerem 02898, gdzie w nazwisku dopisano czerwonym piórem literę „o".

## Upamiętnienie
5 października 2007 minister obrony narodowej Aleksander Szczygło mianował go pośmiertnie na stopień porucznika. Awans został ogłoszony 9 listopada 2007 w Warszawie, w trakcie uroczystości „Katyń Pamiętamy – Uczcijmy Pamięć Bohaterów”.
W ramach akcji „Katyń... pamiętamy” / „Katyń... Ocalić od zapomnienia”, został posadzony Dąb Pamięci staraniem Szkoły Podstawowej w Falejówce, honorujący Kazimierza Borwicza – certyfikat nr 002661/004559/WE/2010.
Dąb Pamięci w Białymstoku 12 kwietnia 2010.

## Ordery i odznaczenia
- Krzyż Walecznych – 9/1805[24]
- Medal Pamiątkowy za Wojnę 1918-1921 "Polska Swemu Obrońcy"[2]
- Odznaka Honorowa „Orlęta”[2]